# سیسترن پرتغالی (الجدیده)
سیسترن پرتغالی (انگلیسی: Portuguese Cistern)، سیسترن و آب انباری در الجدیده در کشور مراکش است. این سیسترین در بخش زیرین قلب و مرکز دژ پرتغالی‌ها در مازاغاو واقع شده است. این مجموعه به عنوان میراث پرتغالی‌ها در مراکش شناخته شده و در کنار سایر بخش‌های شهر الجدیده به عنوان میراث جهانی مراکش در یونسکو ثبت جهانی شده است.